# Pyrinia rigraphicalis
Pyrinia rigraphicalis är en fjärilsart som beskrevs av Claude Herbulot 1988. Pyrinia rigraphicalis ingår i släktet Pyrinia och familjen mätare. Inga underarter finns listade.